# Смерть фашизму, свобода народу!

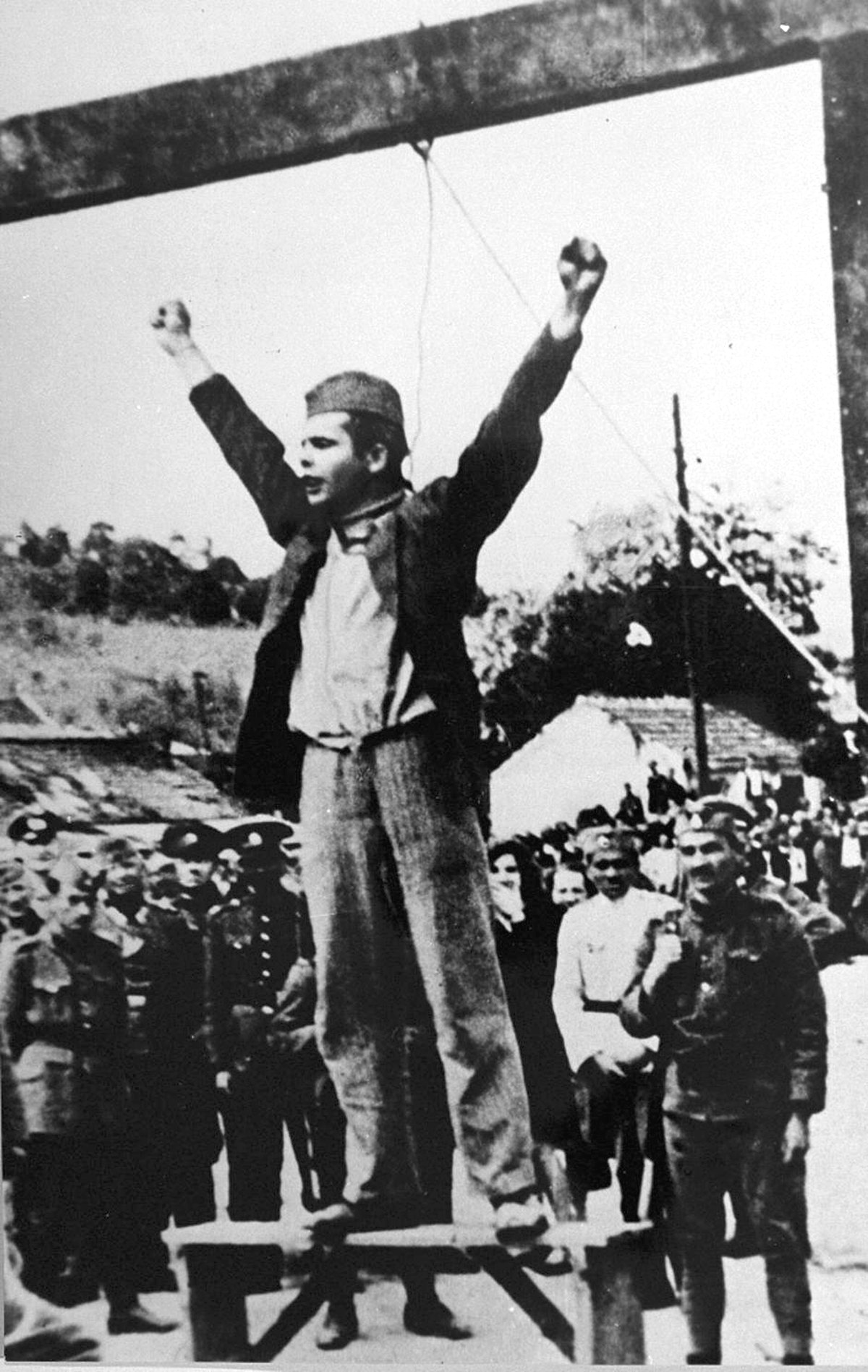
Степан Филипович произносит слова «Смерть фашизму, свобода народу!» за несколько секунд до своей гибели

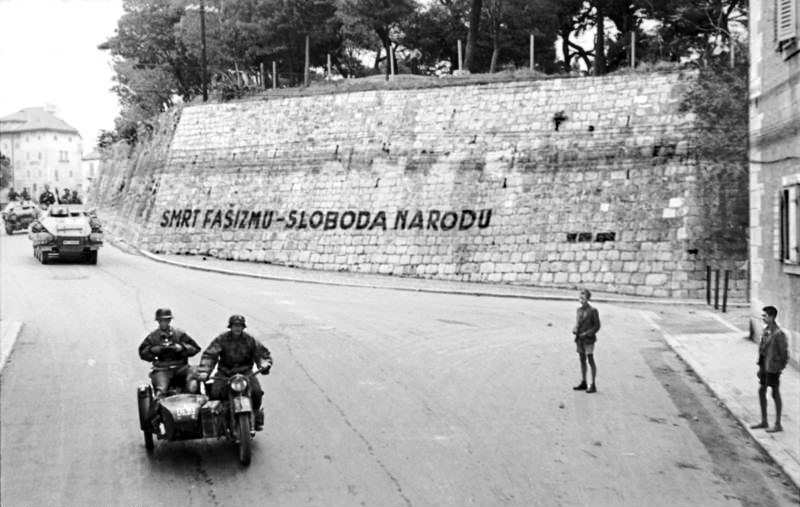
«Смерть фашизму, свобода народу!» — слова, изображённые на стене в оккупированном Сплите, 1943 год

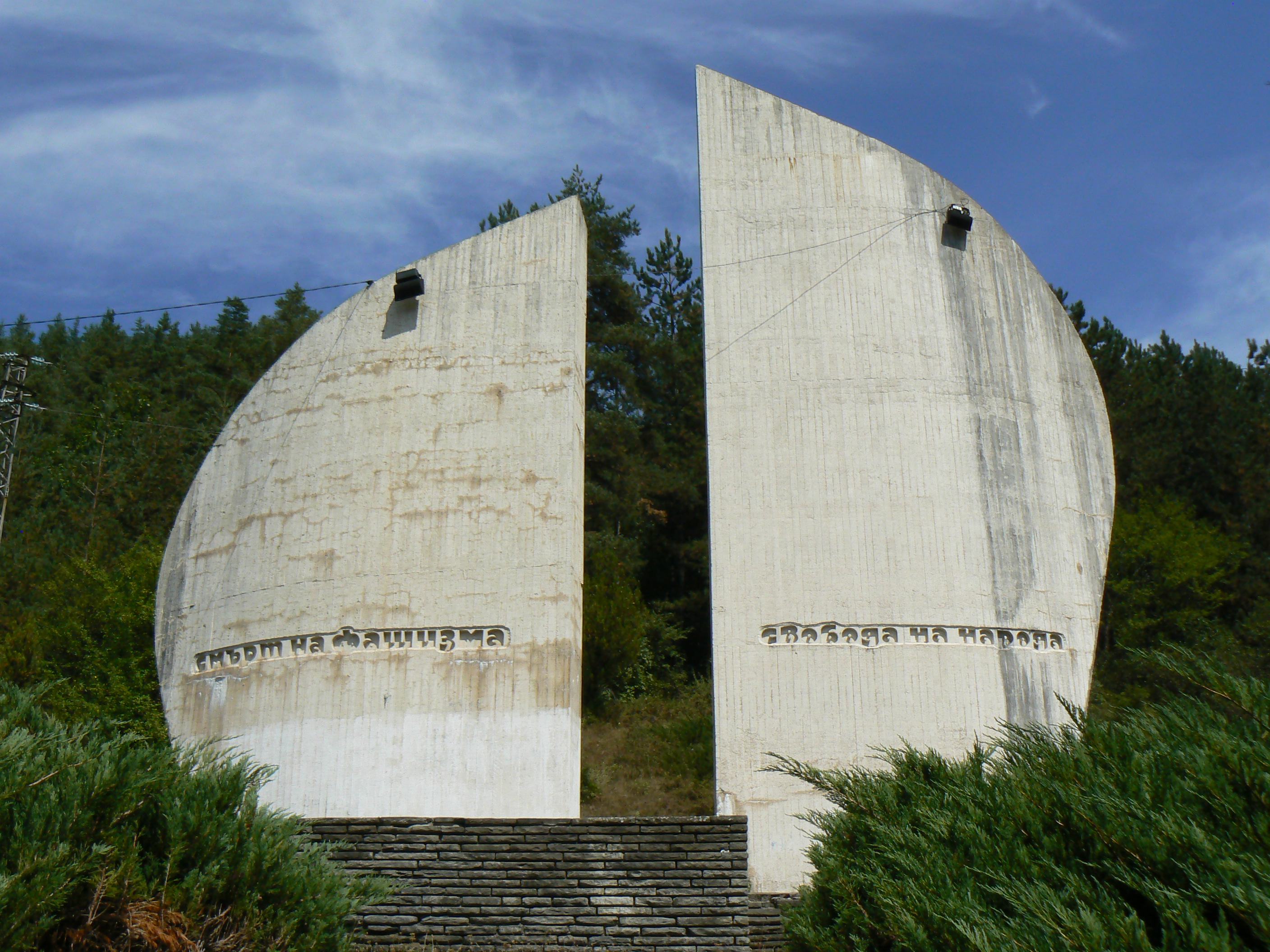
Лозунг на болгарском языке, изображённый на памятнике погибшим в битве при Батулии

«Смерть фашизму, свобода народу!» (сербохорв. Smrt fašizmu, sloboda narodu! / Смрт фашизму, слобода народу!, серб. и черног. Смрт фашизму, слобода народу!, босн. и хорв. Smrt fašizmu, sloboda narodu!, словен. Smrt fašizmu, svoboda narodu!, макед. Смрт на фашизмот, слобода на народот!, алб. Vdekje fashizmit, liri popullit!, болг. Смърт на фашизма, свобода на народа!) — боевой клич и девиз югославских партизан, которые вели борьбу против немецко-фашистских оккупантов в ходе Второй мировой войны. Также часто цитировался в послевоенной Югославии. Иногда сокращался до аббревиатуры СФСН.

## История
В августе 1941 года в хорватской газете Vjesnik, которая издавалась в среде партизан, появилась статья с подобным заголовком. Однако настоящая слава к этому выражению пришла только 22 мая 1942, когда немцы проводили казнь Степана Филиповича. Незадолго до казни фотограф успел сделать кадр, на котором Степан Филипович, подняв кулаки вверх, выкрикивал проклятия в адрес нацистов, усташей и четников и произносил слова «Смерть фашизму, свобода народу!» Именно его слова и стали символом югославского антифашистского сопротивления. Позднее подобные фразы использовались албанскими и болгарскими партизанами, боровшимися против немцев.

## Описание
В ходе войны именно с этого приветствия начинали своё общение большинство членов антифашистского движения в Югославии как в официальной, так и в неофициальной обстановке. Как правило, первый человек поднимал вверх сжатый кулак и произносил «Смерть фашизму!», второй повторял его жест и отвечал «Свобода народу!».